# Szövetségi köztársaság
A szövetségi köztársaság a föderáció egyik formája, jellemzője, hogy államformája köztársaság és tagköztársaságokból áll. A szövetségi köztársaság ennek megfelelően a föderatív államok egyik formája.  Vezetője a szövetségi államelnök vagy néhány szövetségi köztársaság (pl.: Svájc) esetében egy több tagból álló ún. kollektív államfői testület. A szövetségi köztársaság tehát egyszerre hordozza magában a köztársaság, valamint a föderáció jellemzőit is, de nem minden föderatív állam egyben szövetségi köztársaság. A föderációk között található szövetségi alkotmányos monarchia, szövetségi parlamentáris monarchia és szövetségi abszolút monarchia is.

## Szövetségi köztársaságok
Szövetségi köztársaságok a 21. század elején:
- Amerikai Egyesült Államok
- Argentína
- Ausztria
- Bosznia-Hercegovina
- Brazília
- Comore-szigetek
- Dél-Szudán
- Etiópia
- India
- Irak
- Mexikó
- Mianmar
- Mikronézia
- Nepál
- Németország
- Nigéria
- Oroszország
- Pakisztán
- Svájc
- Szudán
- Tanzánia
- Venezuela

## Lásd még
- Konföderáció
- Föderáció
- Unió
- Egységállam
- Szövetségi alkotmányos monarchia
- Szövetségi abszolút monarchia

## Fordítás
- Ez a szócikk részben vagy egészben  a   Federal republic című angol Wikipédia-szócikk fordításán alapul.  Az eredeti cikk szerkesztőit annak laptörténete sorolja fel. Ez a jelzés csupán a megfogalmazás eredetét és a szerzői jogokat jelzi, nem szolgál a cikkben szereplő információk forrásmegjelöléseként.